# Cryptocercus meridianus
Cryptocercus meridianus är en kackerlacksart som beskrevs av Philippe Grandcolas och Charles Valentin Alexandre Legendre 2005. Cryptocercus meridianus ingår i släktet Cryptocercus och familjen Cryptocercidae. Inga underarter finns listade i Catalogue of Life.